# Själavandring

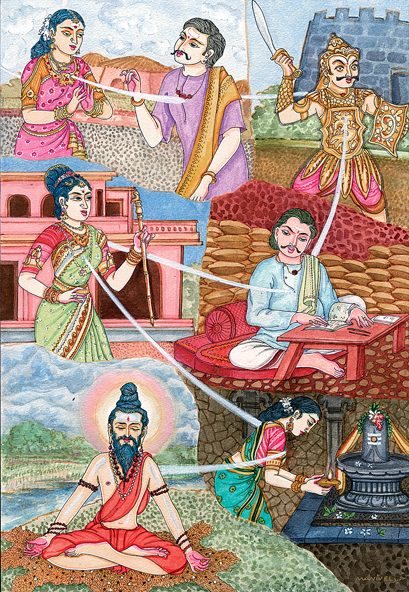
Hinduisk illustration av själavandring; flera personer sammankopplade genom att själen vandrar från ett liv till ett annat

Själavandring eller reinkarnation; från latin: re: åter och karnis: kött, det vill säga "åter i köttet", är ett begrepp för trosföreställningar som innebär att en människas själ inte dör med kroppen, utan att hela själen, eller delar av den, kan föras vidare till en ny kropp, endera i människa eller djur. 
Centralt i den hinduistiska synen på reinkarnationen är samsara från den karma man skapat genom att utföra goda eller onda handlingar, enligt principen som man sår får man skörda. Karman i detta liv bestämmer nästa, och så vidare, den som utför onda handlingar återföds som djur eller fattig medan goda människor återföds som högburna människor. Inom buddhismen är slutmålet nirvana då man lämnar återfödelsernas kretslopp. Karmalagen betraktas här som en universell andlig naturlag. Den tibetanska dödsboken ger detaljerade beskrivningar av vad som händer under reinkarnation enligt den tibetanska buddhismen. När den 14:e Dalai lama (Tenzin Gyatso) intervjuades av Carl Sagan sade han att han skulle överge reinkarnationsläran om den blev vetenskapligt motbevisad (Dalai lama lade dock till att detta skulle vara svårt att göra).
En annan grekisk term för samma sak är palingenesis, men termen är bredare och kan även beteckna en återfödelse av hela världar. Schopenhauer använder begreppet som en mem, där en strävan eller vilja manifesterar sig hos nya individer. Anhängare av tredje riket ansåg detta vara en palingenesis av första och andra riket. Roger Griffin beskriver detta som palingenetisk ultranationalism. En annan användning är inom biologin, där begreppet ställs mot kenogenesis, såtillvida att det betecknar enkom ärvda egenskaper.
Omkring 20 % av befolkningen i Europa tror på reinkarnation på ett eller annat sätt, och för Sverige ligger procenttalet över genomsnittet.

## I skrifter
Även antikens greker betänkte begreppet, som Ferekydes, Pythagoras och Platon. Mer moderna tänkare som skrivit om begreppet är Carl Gustav Jung, Théodore Flournoy och William James. Undersökningar gjorda av dessa och andra som Ian Stevenson, kom i bästa fall fram till vetenskapligt tvivelaktiga resultat. Den svenske Sture Lönnerstrand skrev Shanti Devi: en berättelse om reinkarnation, som behandlar ämnet.

## I Nya Testamentet
I Nya Testamentet finns ett flertal hänvisningar till återfödelse. I Johannesevangeliet talas det om en man som föddes blind. Lärjungarna frågar Jesus: "Rabbi, vem har syndat, han själv eller hans föräldrar, eftersom han föddes blind?" – Jesus svarar: "Varken han eller hans föräldrar har syndat, men Guds gärningar skulle uppenbaras på honom." (Joh. 9:1–4) 
I Matteusevangeliet behandlas frågan om vem Johannes Döparen egentligen är. Jesus säger: ”Ni må tro det eller inte, han är Elia som skulle komma. Hör, du som har öron.” (Matt. 11:14–15)

## Själavandring i olika religioner
Föreställningar om själavandring finns i följande livsåskådningar:
- Antroposofi
- Asatro - oftast då inom samma familj då någon inte fullföljt sitt öde. 
  - Odens korpar Hugin och Munin har drag av själavandring. I Ynglingasagan sysslar Oden med själavandring
- Buddhism - begreppet själ saknas dock i buddhismen då jaget inte är fast utan flytande. Men det finns en kontinuitet mellan den återfödde och den döde.
- Drusiska religionen
- Egyptisk religion
- Hinduism
- Kelternas gamla religion (se: druid).
- Martinus kosmologi
- New Age
- Scientologi - ett stort antal "thetaner" kämpar om det fåtal människokroppar som står till förfogande.
- Wicca